# Arlon
Arlon (neerlandês: Aarlen, alemão: Arel) é uma cidade e um município da Bélgica localizado no distrito de Arlon, província de Luxemburgo, região da Valônia.

## Cidades-irmãs
Arlon é geminada com:
- Saint-Dié-des-Vosges
- Diekirch
- Bitburg
- Sulphur
- Hayange
- Alba
- Market Drayton